# Heideseen

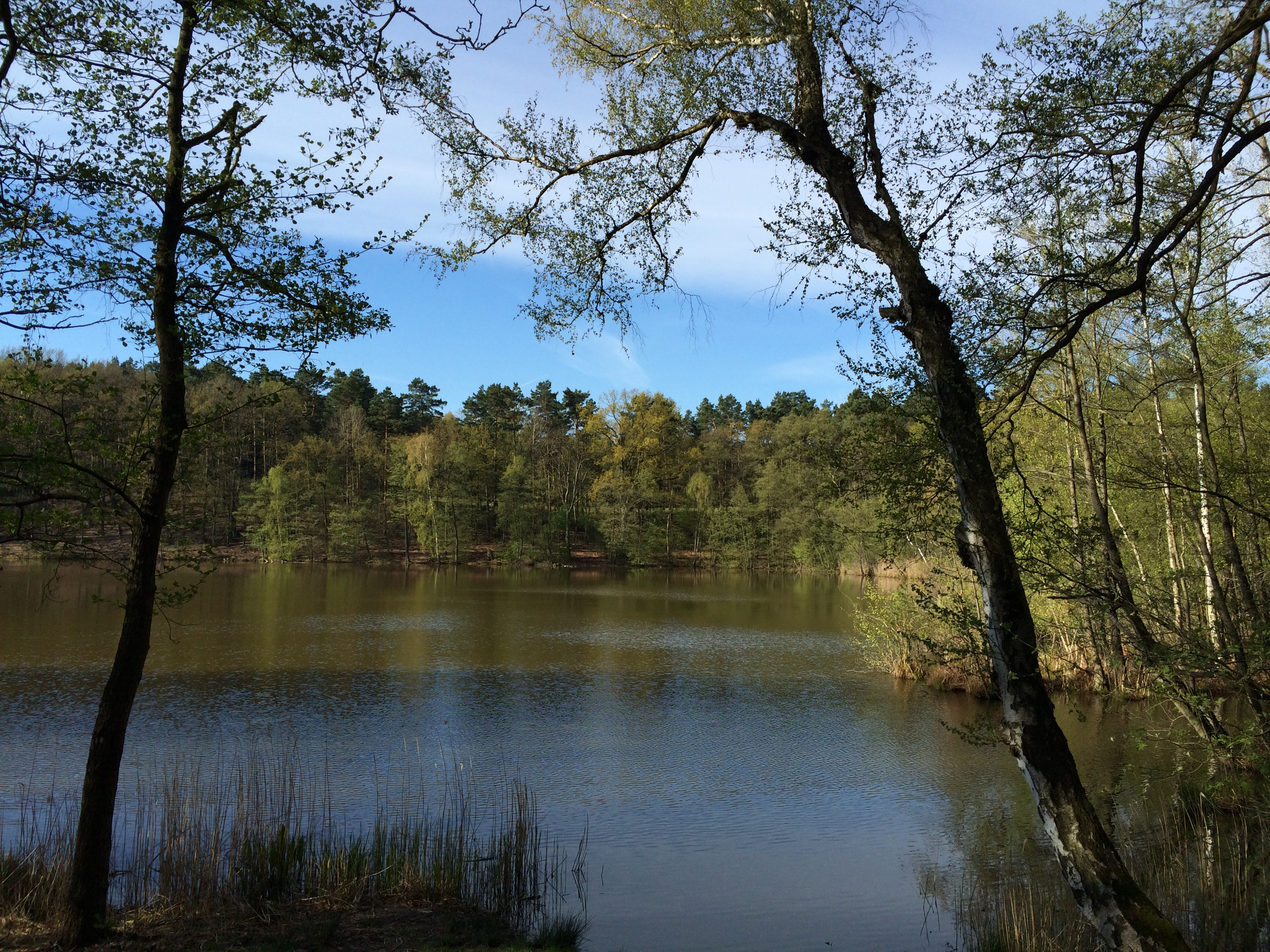
Triftsee, April 2016

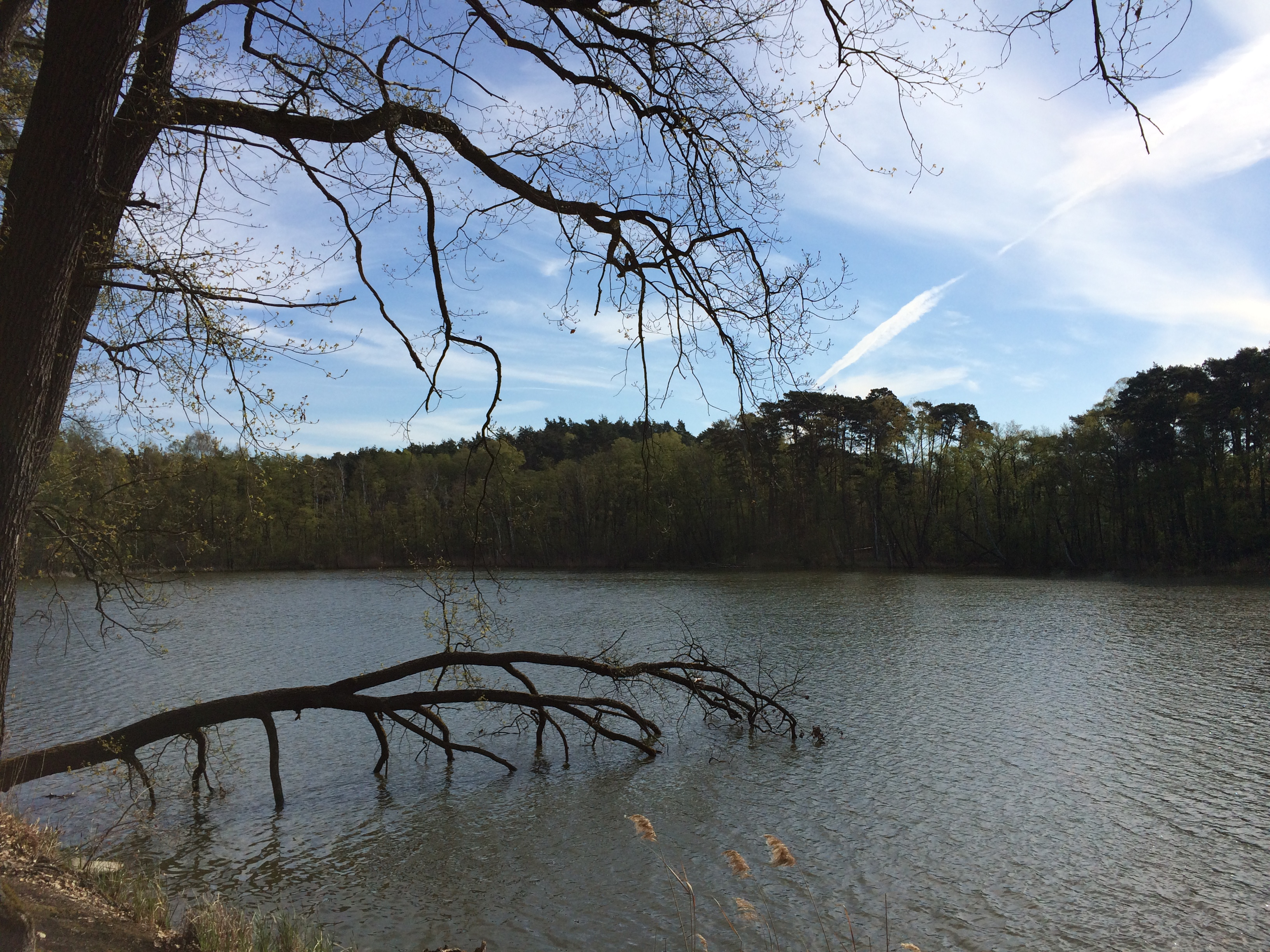
Schwanensee, April 2016

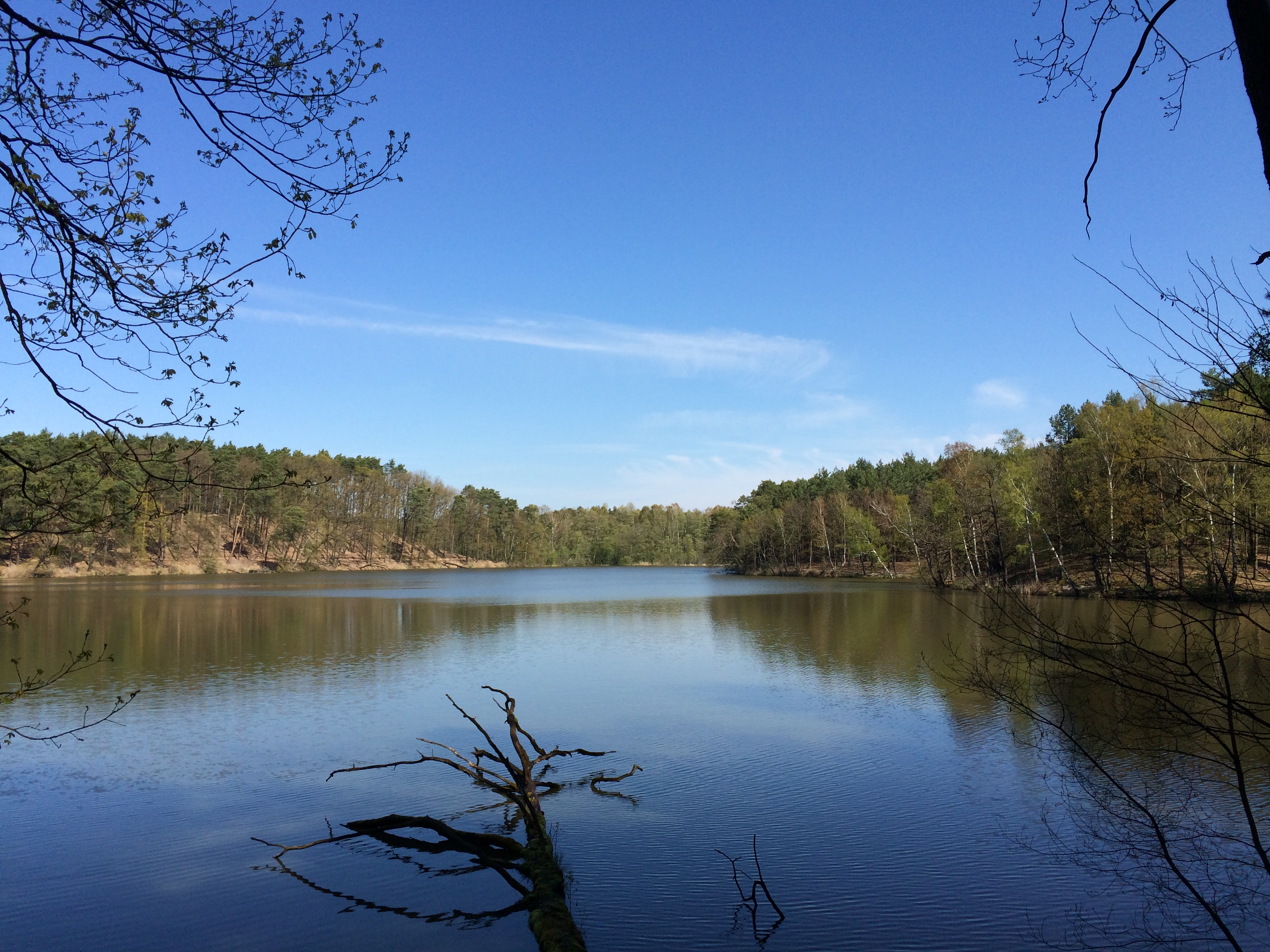
Pichersee, April 2016

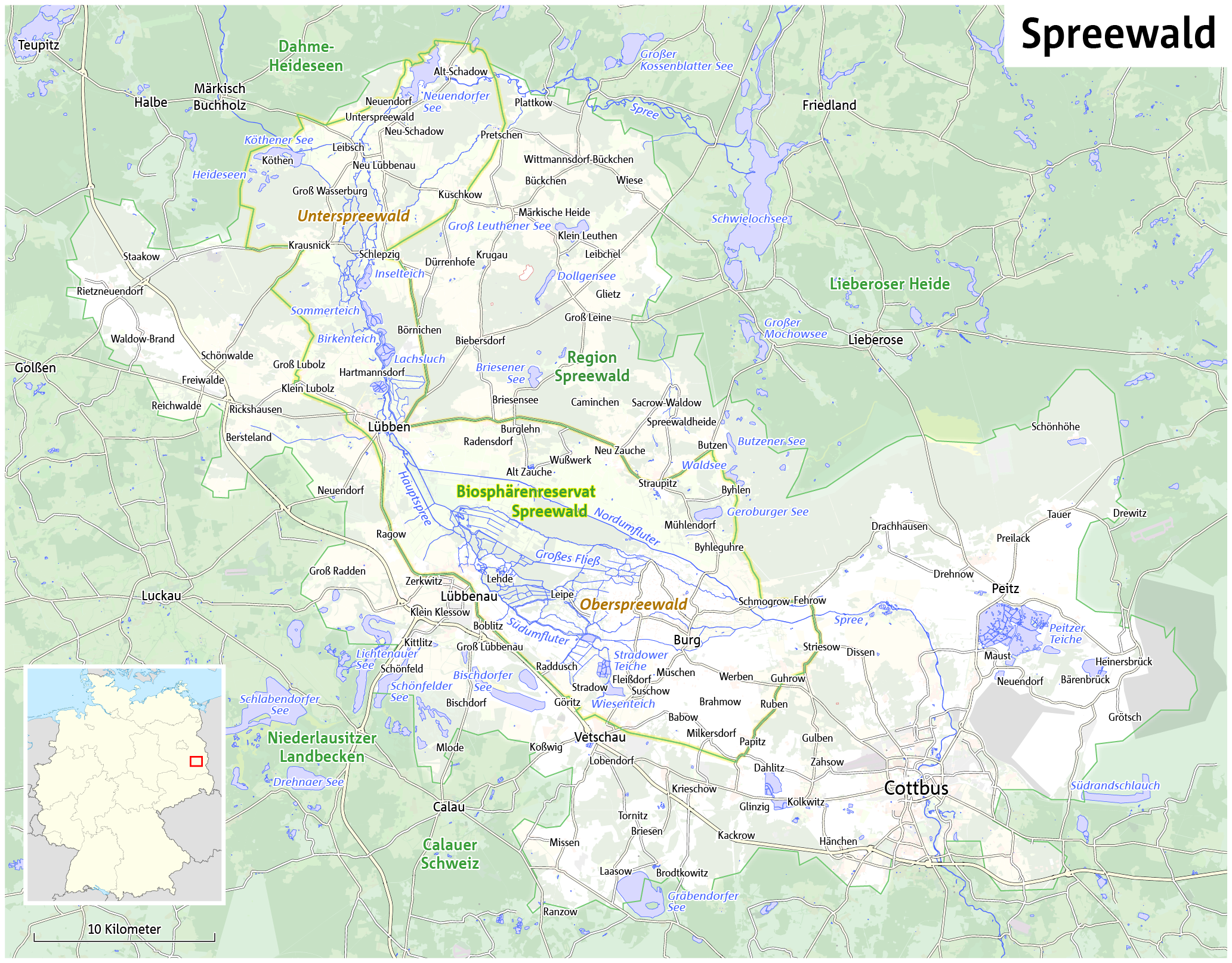
Lage der Heideseen am Nordrand des Spreewalds

Die Heideseen sind eine kleine Seenplatte südlich des Märkisch Buchholzer Ortsteils Köthen im brandenburgischen Landkreis Dahme-Spreewald in Deutschland.

## Geographie
Die Seengruppe besteht aus dem Pichersee, dem Mittelsee, dem Triftsee und dem Schwanensee sowie dem Schibingsee und dem Großen Wehrigsee. Der Kleine Wehrigsee ist in den letzten Jahren weitgehend verlandet. Das Seengebiet liegt eingebettet in den nördlichen Fuß der Krausnicker Berge. Alle Seen sind relativ klein, mit zehn Hektar ist der Schwanensee der größte und mit einer Tiefe von acht Metern auch gleichzeitig der tiefste der Seen.

## Entstehung der Seen
Die Entstehung der Heideseen steht im Zusammenhang mit der Eisrandlage des Brandenburger Stadiums der Weichselvereisung, die sich hier vor rund 20.000 Jahren befand und zu deren Endmoräne die Krausnicker Berge gehören. Südlich der Heideseen befand sich ein Gletschertor und das Ende einer ausgedehnten Rinne, die sich nach Nordosten bis zum Scharmützelsee verfolgen lässt. Das am Gletschertor austretende Schmelzwasser verschüttete zahlreiche Toteisblöcke. Nach dem Austauen der Eisblöcke entstanden zum Ende der Weichseleiszeit die Seen. Der 144 m hohe Wehlaberg liegt nur etwa 550 m südöstlich des Schwanensees. Auf dieser kurzen Distanz steigt das Gelände um fast 100 m an.

## Allgemeines
Das Gebiet um die Heideseen ist als Naturschutzgebiet ausgewiesen, dieses gehört zusammen mit dem Köthener See und den Krausnicker Bergen zum nordwestlichsten Bereich des Biosphärenreservats Spreewald. Die Seenplatte selbst umfasst nur ein Areal von rund 1,5 km², wird aus dem Grundwasser der Krausnicker Berge gespeist und entwässert über kleine Fließe in den Köthener See und von hier in das Fluss- und Kanalsystem der Dahme. Die Heideseen sind vollständig von Wald gesäumt, lediglich am Nordende des Pichersees befindet sich ein Pferdegestüt.
Die beiden Wehrigseen haben flache, vermoorte Ufer und sind von Erlenbruchwäldern umgeben. Der Kleine Wehrigsee ist fast vollständig verlandet. Die anderen Seen haben mehr oder weniger ansteigende Ufer, nur schmale und schüttere Schilfrohrgürtel und sind von Kiefern-Traubeneichen-Mischwald umgeben. Insgesamt besitzt das Gebiet der Seenplatte ein stark differenziertes Relief mit kleinflächig ebenen Bereichen, Erosionstälern und Steilhängen. In den angrenzenden Wäldern gibt es noch vereinzelte Restbestände ursprünglicher Traubeneichengesellschaften.
Die südöstlichen Heideseen Picher-, Mittel-, Trift- und Schwanensee sind DAV-Gewässer.

## Chemische und trophische Charakteristik
Der Schibingsee ist bei einem mittleren Gesamtphosphorgehalt von 9,3 bis 17 µg/l ein schwach mesotrophes Gewässer.
Der Pichersee ist ein eutropher See, seine Gesamtphosphorkonzentration liegt zwischen 31 und 55 µg/l. Er galt in der Vergangenheit als extrem versauert, ist aber gegenwärtig wieder in einem schwach alkalischen Zustand.
Die Trophieklassifikation basiert auf der Indikation der Reste von Planktondiatomeen im Profundalschlamm.